# Common Cause
Common Cause (Gedeeld Streven) is een burgerrechtenbeweging uit de Verenigde Staten. De organisatie, die in 1970 werd opgericht door John W. Gardner, de toenmalige minister van Volksgezondheid en Onderwijs, streeft naar grotere betrokkenheid van burgers bij de overheid en dier beleidvoering. Common Cause wil via nieuwe wetgeving het Amerikaanse kiesstelsel omvormen en gelijke rechten voor alle burgers garanderen. In alle staten zijn afdelingen van de organisatie opgericht, maar er is ook een speciale afdeling die in Washington D.C. actie voert. De directeur van Common Cause is Chellie Pingree uit Maine.